# 통합직격탄

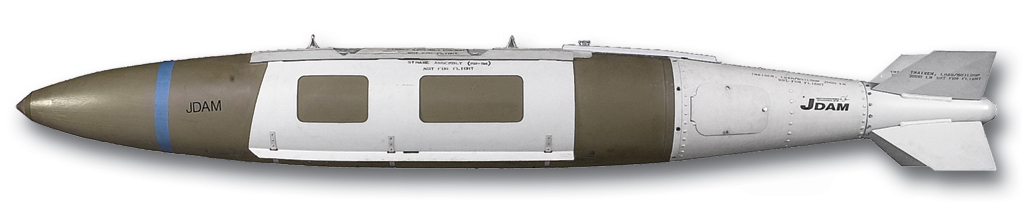
GBU-31:JDAM키트를 장착한 Mk84 범용폭탄

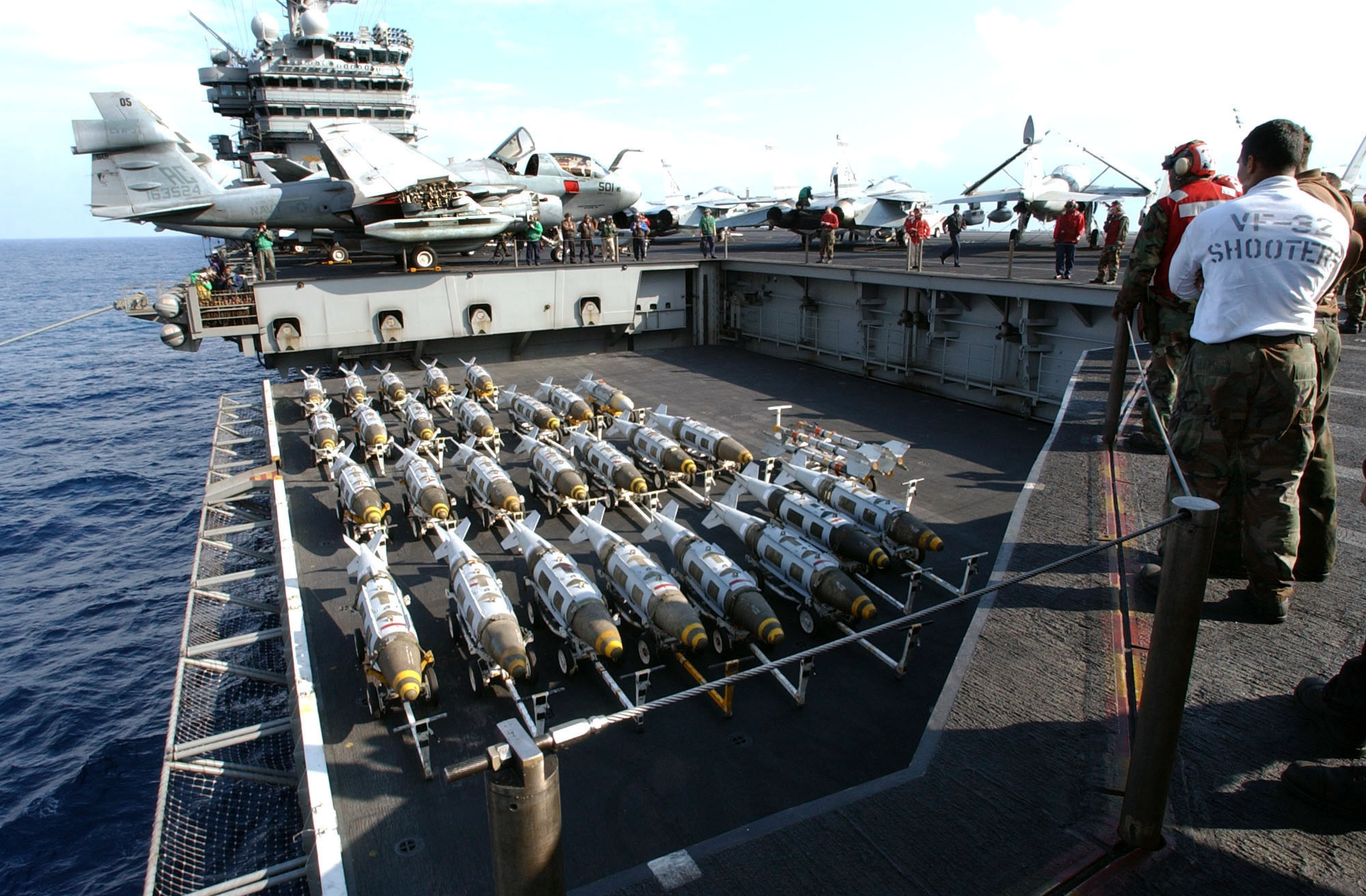
2003년 이라크 전쟁 당시, 해리 트루먼 항공모함의 2000 파운드 GBU-31 JDAM

통합직격탄 또는 GPS 유도폭탄(영어: Joint Direct Attack Munition, JDAM)은 조인트(Joint) 즉, 3군(공군, 해군, 해병대) 공동으로 사용하며 원거리 공격이 아닌
목표물 상공까지 날아가서 '직접 공격(Direct Attack)'하는 GPS로 유도되는 폭탄이다. 재래식 폭탄을 정밀유도폭탄(스마트 폭탄)으로 변환시켜주는 유도부분과 꼬리날개의 키트를 포함한다. JDAM은 250파운드에서 2000파운드(900 kg)의 탄두를 사용하는 마크 80 시리즈의 재래식 자유낙하 폭탄에 정밀 유도 폭격 기능을 부여한다. 자유낙하 폭탄에 위성항법장치 등을 장착해 표적을 정확하게 유도한다.

## 역사
최초의 JDAM 키트는 1997년에 인도되었다. 1998년과 1999년에 작전가능여부 테스트를 했다. 테스트 기간 동안 JDAM 450발이 투하되어 95% 이상의 신뢰성과 10 m (33 ft) 이하의 CEP로 정확히 명중하였다.
JDAM과 B-2 스피릿 스텔스 폭격기는 1999년 유고슬라비아 연합국 공습(en:NATO bombing of Yugoslavia)에 최초로 데뷔했다. 미주리주 화이트맨 공군기지에서 30시간을 논스톱으로 날아온 B-2 스피릿 스텔스 폭격기는 연합국 공습에 JDAM 650발 이상을 투하했다. 미주리주 화이트맨 공군기지는 일본 히로시마에 B-29 폭격기로 세계 최초로 핵폭탄을 투하한 공군 부대로, 현재는 B-29 폭격기가 퇴역하고 B-2 스피릿 스텔스 폭격기가 배치되어 있다. 제509폭격비행단 참조.
2002년 군사무기 관련 잡지에서 "유고슬라비아 연합국 공습 기간 동안... B-2 스피릿 스텔스 폭격기는 JDAM 651발을 투하해 96%의 신뢰성, 87%의 목표물 명중률을 달성했다."고 기술되었다. 오리지날 JDAM의 실전사용이 성공함에 따라, 500 파운드 (227 kg) Mark 82, 1,000 파운드 (454 kg) Mark 83을 위한 JDAM 키트도 개발되었다.
JDAM 폭탄은 순항미사일에 비해 가격이 싸다. 오리지날 JDAM은 개당 4만 달러(5천만원)였다. 이후에 제조업체간 경쟁이 생기면서, 맥도널 더글러스(현재 보잉)은 개당 18,000 달러(2천만원)에 판매했다. 2011년에는 27,000달러(3천만원) 정도 한다. 반면에 폭발력과 정확도가 동일한 토마호크 순항미사일은 개당 73만 달러(8억원)이다.
1998년부터 2013년 8월 20일까지, 보잉은 JDAM 키트 25만개를 전세계에 판매했다. 하루에 40개 이상씩 생산했다.

### 업그레이드
2001년 항구적 자유 작전, 2003년 이라크의 자유 작전을 겪으면서, 미공군은 레이저 JDAM(LJDAM)을 소요제기했다. GPS 유도 폭탄인 JDAM에 레이저 유도 시커를 장착한 버전으로서, 이동중인 목표물을 공격할 수 있다. 레이저 모드와 GPS 모드로 선택할 수 있으며, GPS 모드는 기존의 오리지날 JDAM과 CEP 오차가 같다.

### JDAM 사거리 연장
2006년, 호주 국방과학연구소는 보잉 오스트레일리아와 함께 우메라 미사일실험장에서 사거리 연장형 JDAM(JDAM-ER)의 실험에 성공했다.
2009년, 보잉은 사거리 연장형 JDAM(JDAM-ER)을 한국과 함께 개발한다고 발표했다. 유도 키트는 JDAM 보다 3배 사거리를 늘려 80 km가 될 것이고 정확도는 동일하며 대당 가격은 1만달러다. 첫 시제품은 2010년이나 2011년에 완성되었다.
- Mk 82 사거리 14 km, 무게 500 파운드, 무유도, 30만원, 실전배치 월남전
- GBU-12 페이브웨이 II 사거리 14 km, 무게 500 파운드, 레이저 유도, 2천만원, 실전배치 1976년
- GBU-38 JDAM 사거리 28 km, 무게 500 파운드, GPS 유도, 4천만원, 실전배치 1997년

## 일반특성

### 유도부 및 꼬리부분 키트
- 주요기능: GPS/INS smart tailkit that fits on general purpose unguided bombs
- 길이: 9 ft 11 in – 12 ft 8 in (3.0 to 3.9 m)
- 날개폭: 1 ft 7 in – 2 ft 1 in (483 to 635 mm)
- 사거리: 최대 15 miles (24 km)

### 키트장착된 완성폭탄
- 주요기능: 공대지 유도무기
- 계약자: 보잉
- 길이: (JDAM과 탄두) GBU-31 (v) 1/B: 152.7 in (3879 mm); GBU-31 (v) 3/B: 148.6 in (3774 mm); GBU-32 (v) 1/B: 119.5 in (3035 mm)
- 발사중량: (JDAM과 탄두) GBU-31 (v) 1/B: 2,036 lb (925 kg); GBU-31 (v) 3/B: 2,115 lb (961 kg); GBU-32 (v) 1/B: 1,013 lb (460 kg)
- 날개폭: GBU-31: 25 in (635 mm); GBU-32: 19.6 in (498 mm)
- 사거리: Up to 15 miles (24 km)
- 고도: 45,000 ft (13,700 m)
- 유도시스템: GPS/INS
- 단가: tailkit 1개당 대략 $21,000 (2001년 미국 달러화 기준)
- 실전배치일: 1999년
- 재고량: tailkit은 100% 생산가동 중이다. 2005년 10월까지 계획된 재고량은 대략 24만 개이다. 미 공군 158,000개, 미 해군 82,000개

### 파생형
- GBU-29 250파운드 마크 81
- GBU-30 500파운드 마크 82, BLU-111/B
- GBU-31 2000파운드 마크 84, BLU-109
- GBU-32 1000파운드 마크 83
- GBU-35 1000파운드 BLU-110
- GBU-38 500파운드 마크 82

## 운용 플랫폼
JDAM은 현재 다음 플랫폼에서 사용가능하다:
- B-1 랜서
- B-2
- B-52H
- F-14A/B/D
- F-15E
- F-15K
- F-16C/D
- KF-16
- F/A-18C/D Hornet
- F/A-18E/F Super Hornet
- 유로파이터
- FA-50
- A-10
- F-35

아래는 사용 가능하도록 통합 작업이 진행 중인 기종이다.
- F-22
- F-117
- AV-8B 해리어 II
- S-3
- MQ-9 리퍼

## 같이 보기
- JASSM
- JSOW
- KGGB - 대한민국형 JDAM